# Apéirophobie
 (janvier 2023).
 Mise en garde médicale

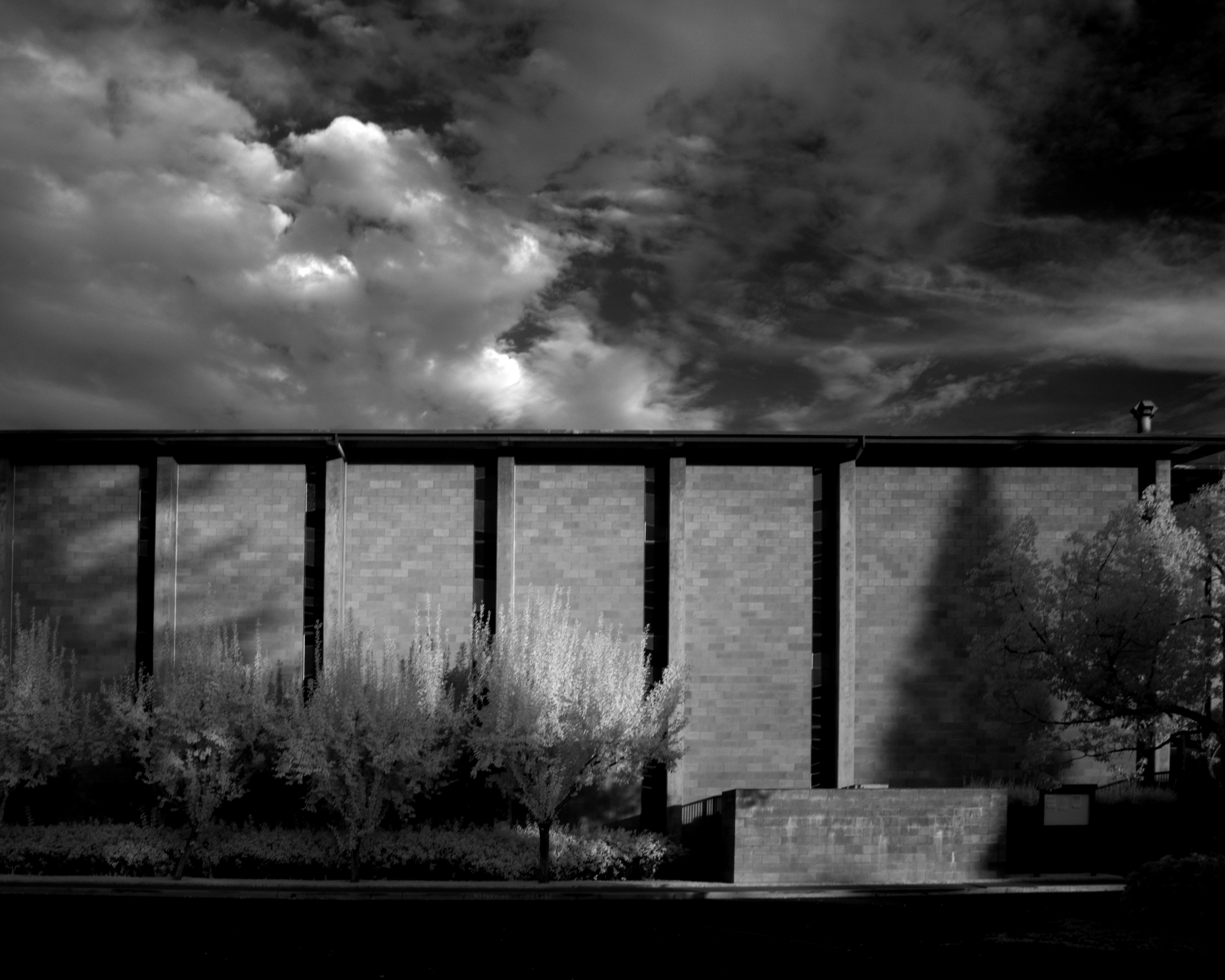
Représentation de l'apeirophobie

L'apéirophobie (du grec ancien : ᾰ̓́πειρος, romanisé : ápeiros, littéralement : infini, sans bornes) est la phobie de l'infini et/ou de l'éternité, provoquant des malaises et parfois des crises de panique.
Elle commence généralement à l'adolescence mais on ne sait pas actuellement comment elle se développe au fil du temps. L'apéirophobie peut être causée par une peur existentielle de la vie éternelle ou de l'oubli éternel après la mort. Pour cette raison, elle est souvent liée à la thanatophobie (peur de mourir). Les personnes atteintes rapportent souvent des sentiments de déréalisation qui peuvent provoquer la perception d'une réalité onirique ou déformée. Le TOC existentiel peut parfois être la cause de pensées obsessionnelles sur l'infini ou l'éternité, qui peuvent conduire à l'apéirophobie ou la déclencher.